# Hubert Skrzypczak
Hubert Zenon Skrzypczak (ur. 29 września 1943 w Wejherowie) – polski bokser, medalista olimpijski, mistrz i wicemistrz Europy.
Reprezentował barwy Gryfa Wejherowo, Zawiszy Bydgoszcz i GKS Wybrzeże Gdańsk.
W 1968 na Igrzyskach Olimpijskich w Meksyku zdobył brązowy medal w wadze papierowej po trzech wygranych walkach i przegranej w półfinale z Koreańczykiem Jee Yong-ju.
Wszystkie pozostałe osiągnięcia miał w wadze muszej. Dwukrotnie wystąpił w mistrzostwach Europy, zdobywając srebrny medal w Berlinie w 1965, a dwa lata później mistrzostwo w Rzymie w 1967 (wygrał wtedy w finale z Rumunem Ciucą).
Był mistrzem Polski w 1970 i pięciokrotnym wicemistrzem (w 1965 i 1966 przegrał z Arturem Olechem, w 1968 i 1969 z Jerzym Wichmanem, a w 1971 z Leszkiem Błażyńskim).
W karierze stoczył 243 walki, z czego 208 wygrał, 3 zremisował i 32 przegrał. Przez miesięcznik „Boks” został uznany najwybitniejszym polskim pięściarzem w wadze papierowej w historii.